# Sallie Krawcheck

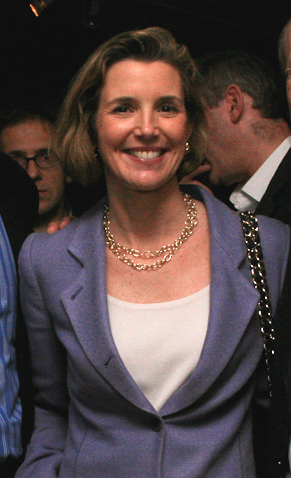
Sallie Krawcheck, 2012

Sallie Krawcheck (* 28. November 1965 in Charleston, South Carolina) ist eine US-amerikanische Bankmanagerin und war bis 2008 CEO von Smith Barney.

## Biografie
Sie wuchs in Charleston auf. Dort besuchte sie die exklusive Porter-Gaud School. Während ihrer Schulzeit war sie lokal als Leichtathletin bekannt. Sie erhielt einen Abschluss in Journalistik an der University of North Carolina at Chapel Hill und einen Master of Business Administration an der Columbia Business School.
Vor ihrem Wechsel zu Smith Barney war sie Finanzvorstand (CFO) der Citigroup. Laut einer Liste der 100 mächtigsten Frauen der Welt des Forbes Magazine gehörte sie 2005 und 2006 zu den 10 mächtigsten Frauen der Welt. Sie wurde 2002 auch von der Time in der Liste der "Global Influentials" geführt.
Seit 2006 war Krawcheck auch im Board of Directors von Dell und dort zuständig für Finanzen.
Derzeit sie CEO und Mitbegründer von Ellevest, einer digitalen Finanzberatung für Frauen, die 2016 gegründet wurde.